# Lissonota nigromacra
Lissonota nigromacra là một loài tò vò trong họ Ichneumonidae.